# Jeni, Hosanagara
Jeni là một làng thuộc tehsil Hosanagara, huyện Shimoga, bang Karnataka, Ấn Độ.